# San Juan Juvenal
San Juan Juvenal är en ort i Mexiko.   Den ligger i kommunen San Miguel de Allende och delstaten Guanajuato, i den centrala delen av landet, 240 km nordväst om huvudstaden Mexico City. San Juan Juvenal ligger 2 058 meter över havet och antalet invånare är 143.
Terrängen runt San Juan Juvenal är kuperad åt sydost, men åt nordväst är den platt. Runt San Juan Juvenal är det ganska tätbefolkat, med 134 invånare per kvadratkilometer. Närmaste större samhälle är San Miguel de Allende, 17,3 km nordost om San Juan Juvenal. Trakten runt San Juan Juvenal består i huvudsak av gräsmarker.